# Waldburg-Trauchburg
Waldburg-Trauchburg fue un Condado goberando por la Casa de Waldburg, localizado al sudeste de Baden-Württemberg, Alemania. Waldburg-Trauchburg era una partición de Waldburg y fue dividido varias veces, antes de ser anexionado por el condado de Waldburg-Zeil (otra partición de Waldburg) en 1772.
- Datos: Q822269